# 友利勝良
友利 勝良（ともり かつよし、1954年10月25日 - ）は、沖縄県平良市（現・宮古島市）出身のプロゴルファー。サニクリーン所属。
日本人プロゴルファーとして、初めてヨーロッパ・ゴルフツアーに4年間フル参戦した選手である。  
日本ゴルフツアー通算7勝。

## 来歴
宮古水産高校卒業後、オイルショックのため就職することが出来ないまま、故郷の宮古島から本島に渡る。親戚の手伝いなどアルバイトで暮らしていたが、20歳の時にゴルフ練習場でボール拾いのアルバイトを始める。
毎日17時から22時までで、初めの3ヶ月は仕事を覚えるのが大変でアルバイトだけしていたが、慣れてくると深夜から朝まで飲んでは昼に眠り、夕方、仕事に行くようになる。やがて、自分でもアルバイトの合間にボールを打ち始めるようになったが、「最初にティアップしたら、2打目もティアップすると普通は思うじゃない?」と笑うほど、ゴルフについては知らなかった。少しずつゴルフに親しんでいったが、まだゴルフより飲みに行く夜のほうが楽しい若者であった。
アルバイトを始めて3～4年が経過したある日、「社員にならないか」と支配人から声が掛かり、友利は「取りあえず働いてみようか」という気楽な気持ちで、アルバイト先のゴルフ練習場に就職。ゴルファーとしてのスタートはかなり遅く、21歳からゴルフを始め、24歳の時に初めて自身のクラブを手に入れて練習量が増える。それまでは練習場の貸しクラブで打っていたが、自分のクラブを手に入れたことで、嬉しくて仕方なかった友利であったが、社員になっても生活が激変したわけではなかった。ボール拾いをして、夜、暇になったのを見計らって球を打ったが、利用客からクラブの握り方を教えてもらっていい球が出るようになると、さらに面白くなり、ショットのミスが修正され、散らばる幅が狭くなっていった。さらに楽しくなってまた練習する好循環で、コースにも出るようになるが、友利を教えたがる客は多く、中には頼んでもいないのに勝手に教えてくれる人物もいた。その人物は練習に来るのではなく、友利を教えに来ていたみたいであったが、『とにかく頭を残して打て』とアドバイス。その人物と、そのアドバイスは、プロになっても頭に残った。シニア入り後には首が痛くてできなくなったが、長い間、頭を残す練習は基本であった。
ラウンド経験は100回に満たない友利であったが、九州アマ沖縄予選で74、75という好スコアを記録。僅か5枚しかない九州アマ本戦への切符を獲得したが、「九州アマ出場権を獲得した友利は練習場社員だからアマチュアじゃない」というクレームがつけられ、出場を断念。競技ゴルフを続けるにはプロに転向するしかなくなってしまったが、本土復帰直後の沖縄には練習場連盟も無いため、客の紹介で、26歳で福岡県の麻生飯塚ゴルフ倶楽部に入る。所属プロであった藤井義将の弟子となる が、挨拶に行くと藤井に「1年でプロになれなければ沖縄に帰れ」といきなり言われ、友利は「はい。帰ります」とあっさり答えた。
弟子入り後はひたすら見て勉強し、練習を続けたが、沖縄とは文化的に異なることも多かった。比較的フランクな沖縄の人に対し、福岡の人たちは堅苦しく映り、プロゴルファーをやたらに「先生」「先生」と持ち上げるのには辟易とした。
同じ所属プロで藤井の弟子であった秋富由利夫や藤池昇とのラウンドで腕を磨き、1983年12月に29歳でプロテストに合格。最初の秋のテストは自信満々で臨んだが、信楽CC（滋賀県）で生まれて初めて対峙したベントグリーンに全くタッチが掴めず、カップの周りを行ったり来たりして4ホール続けて3パットして諦めるなど、36ホールを85、87の大叩きという散々な結果に終わった。その後はプロテスト対策としてベントより速い冬の高麗、丁度改造中であったコースのベント芝で練習した。2度目のテストは、それまで東西と分かれて行われていたものが初めて一緒になってのプロテストであったが、ただ一人のアンダーパーで72ホールを回り、トップ合格。コースに帰って師匠や先輩・仲間達に合格を報告したが、藤池だけは『テストに受かってもお前はまだアマチュアだから、厳しくせなならん』と言った。最初は何を厳しくすればいいのか分からなかったが、藤池と回って勝つとガッツポーズをしたりしていたのがいけなかった。
1986年の水戸グリーンオープン でグローイング初優勝を果たすが、同大会はグローイングツアーができ、後援競技というカテゴリーが出来たばかりの最初の試合であった。優勝した友利は半年間にわたってツアーに出場することができたが、毎週初体験のことばかりで、疲れているかどうかすら分からず、スイングも不安定になってシード獲得には至らなかった。
1987年には埼玉オープンで優勝した後に九州オープンでツアー初優勝を果たし、同年には賞金ランク41位で初のシード入りを果たす。
1988年の第一不動産カップ3日目に7連続バーディー、1ラウンド12バーディの日本記録とハーフ27の世界タイ記録を作り、九州ゴルフ界で最も活躍した選手に送られるグリーン・ハット賞を受賞。1989年にはNST新潟オープンで初の全国区優勝を飾り、日本プロスポーツ大賞新人賞を受賞。1991年には胸部椎間板ヘルニアで公傷制度適用第1号に認定される苦しみを味わったが、1992年7月に復帰。1994年からはチタンドライバーを使用し、三菱ギャラントーナメントでは2日目に単独首位に立ち、4年ぶりのツアー優勝を飾る  。
1995年の中日クラウンズでは初日を首位タイでスタートし、雨が降りしきる悪天候となった2日目も快調にスコアを伸ばす。初日の64に続き、6バーディ、1ボギーの65、予選ラウンド大会最少スコアの通算11アンダー（129）をマークして単独首位に立った。3日目はスコアを伸ばせず、首位に6打差の3位に後退し、そのまま終わった。渡欧してスコットランドオープンでは2日目に首位と1打差の3位に浮上。全英オープン（セント・アンドルーズ）では初日は70の18位であったが、2日目の強風の中で68をマークして通算6アンダーとし、ジョン・デーリー（ アメリカ合衆国）、ブラッド・ファクソン（アメリカ）と共に首位で並ぶ。3日目以降は苦戦して24位に終わったが、世界にその名を轟かせる。強風に負けないショットといつも笑顔を絶やさず、礼儀正しいマナーの良さがイギリスのファンの心を捕らえたほか、風の強い欧州では低い球筋が持ち球で話題を集めた。
帰国後は体調を崩してトーナメントを欠場するなどしていたが、その不安が無くなると、6週間後の日本プロマッチプレー選手権プロミス杯でメジャー初優勝を飾る 。大会中は知人で音楽プロデューサーのヘンリー広瀬がキャディを務め、夫人で歌手の高橋真梨子も応援に来ていた。友利は大会前の食事の席で広瀬にキャディーを依頼する際、「18ホールで終わりますから」と口説いたが、その言葉に反して広瀬は115ホールもバッグを担ぐことになった。井戸木鴻樹と対した1回戦は1、2番ホールを連取して主導権を握り、5-3で圧倒。2回戦と準々決勝が行われた2日目には中嶋常幸・倉本昌弘という永久シード選手を共に2-1で連破し、中嶋は「桃色吐息に“フッ!”とやられちゃった」と高橋のヒット曲を絡めたジョークを口にして悔しさを隠した。準決勝では鈴木亨を前半だけで7個のバーディーを奪って3アップし、後半も出だしから3ホール連取してリードを広げ、6-5で撃破。決勝は加瀬秀樹を大激戦の末に36ホール目で突き離して1アップの丸山茂樹と当たったが、友利は1番から3連続バーディーという強烈な先制パンチを繰り出した。4、5番では丸山が取り返すが、前半はその後、両者同スコアが続き、友利の1アップで折り返した。後半は友利が19ホール目、22ホール目を奪って3アップとし、25ホール目の7番パー4でチップインバーディーを決め、この日最大4アップにまでリードを広げた。3打目の直前には広瀬と高橋が在籍していたペドロ&カプリシャスの『五番街のマリーへ』を口ずさみ、その後は丸山の反撃で「1差」まで詰め寄られるが、35ホール目で決めれば優勝の1ｍ強のパーパットを沈めた。
この優勝により日本ゴルフツアー機構の5年シード権を獲得すると、全英オープンで手応えを掴んだこともあり、1996年末のヨーロッパ・ゴルフツアーのクオリファイイング・スクールに挑戦して突破。日本人プロゴルファーとして初めてヨーロッパ・ツアーのシード権を獲得したが、この当時、友利はすでに42歳を迎えていた。1997年から2000年までの4年間にわたり、ヨーロッパ・ツアーのメンバーとしてプレーする。1997年の南アフリカプロ選手権で3日目に67をマークして2位に浮上し、1999年10月に行われた「サラゼン・ワールド・オープン」（スペイン・カタルーニャ）でトーマス・ビヨン（ デンマーク）に2打差で敗れて優勝は逃したが、2位という成績を残す。この期間中に戦ったメジャー大会では、1998年の全英オープン（ロイヤル・バークデール、パー70）で最終ラウンドをタイガー・ウッズと一緒に回り、その日1日で79（9オーバー）を叩いて42位に終わったことがある。
2001年に帰国後、2003年のJCBクラシック仙台で8年ぶりの日本ツアー優勝を達成。この時は同郷のルーキー宮里優作と優勝を争い、2打差で振り切り、通算20アンダーでツアー7勝目を挙げた。	
2004年からは日本と欧州のシニアツアーに参戦し、同年秋のシニアデビュー戦となった日本シニアオープンでは最終日に逃げる高橋勝成を後半捕らえ、B・ロングミュア（ イギリス）と3人のプレーオフに持ち込んだ。結局プレーオフ2ホール目で脱落し、2位タイに終わった。
2005年のアデランスウェルネスオープンでは長年使っていたピンタイプのパターを中尺パターに換え参戦し、そのパターが決まり2日目トップに立つとそのまま逃げ切り、シニア初優勝を飾った。日本シニアでも最終18番までもつれる優勝争いを演じ惜しくも2年連続2位タイに終わるが、シニア後援競技のHTBシニアにも優勝するなど充実したシーズンを送った。
2006年には海外のシニアツアーにも積極的に参戦し、欧州シニアツアーのスカンジナビアシニアオープンでは海外初優勝、全米プロシニアでも7位に入る健闘を見せた。国内のシニアは3試合に出場して優勝こそ無かったが、いずれも上位の成績で賞金ランク8位とした。レギュラーにも21試合に出場し、日本プロでは最終日5打差7位から追い上げて近藤智弘とのプレーオフに持ち込み、負けはしたものの初優勝のかかる近藤を苦しめるなど大会を盛り上げた。この2位が大きくものをいって賞金ランクを52位としてシード権を獲得。
2007年はシニア5試合に出場し、日本プロシニアで2位タイに入ると、続くPGA Handa Cupフィランスロピーシニアでは、逃げる渡辺司を最終日に66のベストスコアで逆転して2年ぶりの優勝、2500万円のビックマネーを獲得。レギュラー17試合、欧州シニア4試合、チャンピオンズツアー1試合に出場するなど、世界を股にかけて戦った。
2008年は欧州シニア10試合出場でカステロン・オープン2位、ポーランド・シニア選手権3位、バドラカツPGAシニアオープン3位タイと上位の成績を残し、賞金ランキングも自身最高の14位に入った。国内シニアは5戦目の日本プロシニアからの参戦で4試合に出場し、日本プロシニア4位がベストであった。
2009年はシニア全6試合に出場し、富士フイルム選手権4位タイがベストで賞金ランク18位であったが、シニア特別協力競技のヨネックスシニア沖縄と玉名カップで優勝して、シニア通算5勝目を挙げた。
2010年も日本・欧州の両シニアツアーに参戦し、日本では8試合に出場してコマツオープン4位タイ、日本プロシニア・富士フイルム9位タイなどで、賞金ランク20位に入った。欧州は12試合に出場し、タイシニアマスターズ2位がベストで賞金ランク36位という結果であった。
2011年は日本プロシニアで最終日ベストスコアの5アンダー67の好スコアをマークして2位に入り、コマツオープン5位タイ、トータルエネルギーPPT6位タイなどで、賞金ランク13位であった。欧州では12試合に出場し、ブルネイ・シニアマスターズ5位タイがベストの賞金ランク37位という結果であった。
2012年は全8試合出場で、ISPSハンダ秋晴れ・富士フイルムの11位が最高であり、賞金ランク28位であった。2013年は地元での開幕戦・金秀沖縄こそ5位タイの好スタートであったが、その後はスターツシニアの13位タイが最高で、日本プロシニアは予選落ちした。
2014年は日本プロシニアで予選落ちしてシード権獲得のピンチであったが、日本シニアオープン11位の後、富士フイルム4位、いわさき白露シニア3位で一気に賞金ランク20位まで挙げて、前年落とした賞金シードを復活させた。同年からは日本プログランドにも出場。
2015年は前半の5試合を欠場したこともあって、賞金ランク58位でシード権を逃したが、2016年は生涯獲得賞金ランク20位以内の資格で出場した。
2021年の福岡シニアオープン・スーパーシニアの部では12人と少人数での争いを制し、2022年の関西プロゴールドシニアでは首位と2打差でスタートして、通算3アンダーで初優勝。

## 主な優勝

### レギュラー
- 1987年 九州オープン
- 1988年 九州オープン
- 1989年 NST新潟オープン
- 1990年 九州オープン
- 1994年 三菱ギャラントーナメント
- 1995年 日本プロゴルフマッチプレー選手権プロミス杯
- 2003年 JCBクラシック仙台

### シニア
- 2005年 - アデランスウェルネスオープン、HTBシニアクラシック
- 2007年 - フィランスロピーシニア
- 2009年 - ヨネックスシニアオープン沖縄IN宮古島、玉名カップシニアオープン
- 2021年 - 福岡シニアオープンスーパーシニア
- 2022年 - 関西プロゴールドシニア

### その他
- 1986年 - 水戸グリーンオープン
- 1987年 - 埼玉オープン
- 1993年 - 九州オープン